# ويكلي آيدول
ويكلي آيدول ((هانغل: 주간 아이돌)) هو عرض منوعات كوري جنوبي والذي يبث على إم بي سي إفري وان، وشبكة إم بي سي على الاقمار الصناعية والكابل بباقة متنوعة من الكوميديا وعروض المنوعات. العرض من تقديم الكوميدي جونغ هيونغ دون ورابر دفكون.

## زوايا/قطاعات
ويتكون العرض من عدة قطاعات، واحدة منها تسمى  "Real Chart! Idol Self-Ranking"، حيث يطلب من الآيدول ترتيب كل واحد منهما الآخر، حول مواضيع مختلفة ويتم بعد ذلك عرض نتائج..

## المضيف

### حاليا
- جونغ هيونغ دون (23 يوليو، 2011 – إلى الآن)
- دفكون (23 يوليو، 2011 – إلى الآن)

### المضيفون الضيوف
- هاها (الحلقة 45)
- هيورين وسويو من فرقة سيستار (الحلقة 45)
- Lizzy من فرقة آفتر سكول (الحلقة 52-53)
- سونغ كيو وهويا من فرقة إنفينت (الحلقة 64)
- سو هيون من فرقة فور مينيت (الحلقة 75، 84)
- نامجوو وبومي وهايونغ من فرقة أي بينك (الحلقة 115-116)
- يوك سونغجاي من فرقة بي تو بي (الحلقة 130-131)
- جيمين من فرقة إي أو إي (الحلقة 140-141)
- سو إونكوانغ من فرقة بي تو بي (الحلقة 163، 172، 184)

## قائمة الحلقات
- (Hong Jin-young (180
- (Boys Republic (181
- (182)Junggigo, Mad Clown, Jooyoung
- (183) Lizzy)After School)
- (Nine Muses (184
- (312)

## وصلات خارجية
- ويكلي آيدول على موقع IMDb (الإنجليزية)
- ويكلي آيدول على موقع كينوبويسك (الروسية)
- ويكلي آيدول على موقع قاعدة بيانات الفيلم (الإنجليزية)

- إم بي سي إفري وان «ويكلي آيدول» الصفحة الرئيسية (كورية)